# Большетроицкий район
Большетроицкий район — административно-территориальная единица в составе Центрально-Чернозёмной, Курской и Белгородской областей, существовавшая в 1928—1963 годах. Центр — село Большетроицкое
Большетроицкий район был образован 30 июля 1928 года в составе Белгородского округа Центрально-Чернозёмной области. 23 июля 1930 года окружная система в СССР была упразднена и Большетроицкий район перешёл в прямое подчинение Центрально-Чернозёмной области.
13 июня 1934 года Большетроицкий район вошёл в состав Курской области.
По состоянию на 1945 года район делился на 22 сельсовета: Артелянский, Бело-Колодезянский, Белянский, Бершаковский, Больше-Городищенский, Больше-Троицкий, Борисовский, Булановский, Верхне-Берёзовский, Зимовенский, Зимовский, Караиченский, Козьма-Демьяновский, Красно-Полянский, Максимовский, Мешковский, Нижне-Берёзовский, Протопоповский, Стариковский, Стрелецкий, Сурковский и Терезовский.
6 января 1954 года Большетроицкий район отошёл к Белгородской области.
1 февраля 1963 года Большетроицкий район был упразднён.